# Großer Preis von Spanien 1973
Der Große Preis von Spanien 1973 (offiziell XIX Gran Premio de España) fand am 29. April auf dem Circuit de Montjuïc in Barcelona statt und war das vierte Rennen der Automobil-Weltmeisterschaft 1973.

## Berichte

### Hintergrund
Während der siebenwöchigen Pause nach dem Großen Preis von Südafrika fanden zwei nicht zur Weltmeisterschaft zählende Formel-1-Rennen in Großbritannien statt: Peter Gethin beendete das Race of Champions in Brands Hatch siegreich, Jackie Stewart gewann die International Trophy in Silverstone.
Zum 1. April wurden neue Sicherheitsregeln beschlossen. Unter anderem mussten die Rennwagen über verformbare Strukturen, sogenannte Knautschzonen, verfügen. Da einige Teams mit den entsprechenden Umbaumaßnahmen nicht rechtzeitig fertig wurden, trat ein kleineres Teilnehmerfeld als erwartet zum spanischen Grand Prix an, der entsprechend dem jährlichen Wechsel wieder am Montjuïc stattfand.
Ferrari meldete nur einen Wagen für Jacky Ickx. Dabei handelte es sich um die Neuentwicklung 312B3. Andrea de Adamich wechselte das Team und fuhr statt eines Surtees nun einen dritten Werks-Brabham unter dem Meldenamen seines eigenen Hauptsponsors. Graham Hill bestritt seinen ersten Auftritt in dieser Saison am Steuer eines privat eingesetzten Shadow.
Da March-Stammfahrer Jean-Pierre Jarier an einem gleichzeitig stattfindenden Formel-2-Rennen auf dem Nürburgring teilnahm, wurde er von Henri Pescarolo vertreten. Dabei kam erstmals der neue Typ 731 zum Einsatz.
Nanni Galli kehrte nach seiner Genesung ins Team von Frank Williams zurück, wo man ab diesem Wochenende ein neues Chassis mit der Bezeichnung „IR“ als Abkürzung für Iso Rivolta einsetzte.

### Training
Die schnellste Trainingsrunde wurde von Ronnie Peterson gefahren, der als einziger Fahrer an diesem Wochenende unter 1:22 Minuten blieb. Neben ihm qualifizierte sich Denis Hulme für die erste Startreihe vor den beiden Tyrrell von Jackie Stewart und François Cevert.

### Rennen
Peterson setzte seinen Startplatz in eine Führung vor Hulme und Stewart um. Mike Hailwood musste wegen eines Motorwechsels nach dem morgendlichen Warm-Up aus der Boxengasse starten und dem Feld hinterherfahren, während Niki Lauda nach einem guten Start vom elften Platz auf Rang sechs nach vorn gekommen war.
In der dritten Runde wurde Hulme von Stewart auf Rang drei verdrängt, während sich der aus der vierten Reihe gestartete Emerson Fittipaldi an Lauda und Jean-Pierre Beltoise vorbei auf den fünften Platz nach vorn arbeitete.
Bis zur 20. Runde blieb diese Reihenfolge im Wesentlichen konstant. Dann musste Hulme wegen einer Unwucht in einem Rad an die Box und gab somit den dritten Platz frei. Fittipaldi gelangte an Cevert vorbei und als Stewart in Runde 47 aufgeben musste, ergab sich eine Doppelführung für die beiden Lotus-Werksfahrer. Diese hielt bis zur 57. Runde, als der führende Peterson wegen Getriebeproblemen aufgeben musste. Da auch der ab diesem Zeitpunkt zweitplatzierte Carlos Reutemann wenig später ausfiel, erreichten letztendlich Fittipaldi, Cevert und George Follmer Podiumsränge. Für Follmer war dies sein größter Erfolg in der Formel 1, obwohl er erst seinen zweiten Grand Prix bestritt.

## Meldeliste
| Team                           | Nr. | Fahrer               | Chassis          | Motor                    | Reifen |
| ------------------------------ | --- | -------------------- | ---------------- | ------------------------ | ------ |
| John Player Team Lotus         | 01  | Emerson Fittipaldi   | Lotus 72E        | Ford Cosworth DFV 3.0 V8 | G      |
| John Player Team Lotus         | 02  | Ronnie Peterson      | Lotus 72E        | Ford Cosworth DFV 3.0 V8 | G      |
| Elf Team Tyrrell               | 03  | Jackie Stewart       | Tyrrell 006      | Ford Cosworth DFV 3.0 V8 | G      |
| Elf Team Tyrrell               | 04  | François Cevert      | Tyrrell 006      | Ford Cosworth DFV 3.0 V8 | G      |
| Yardley Team McLaren           | 05  | Denis Hulme          | McLaren M23      | Ford Cosworth DFV 3.0 V8 | G      |
| Yardley Team McLaren           | 06  | Peter Revson         | McLaren M23      | Ford Cosworth DFV 3.0 V8 | G      |
| Scuderia Ferrari SpA SEFAC     | 07  | Jacky Ickx           | Ferrari 312B3    | Ferrari 001/11 3.0 F12   | G      |
| Brooke Bond Oxo Team Surtees   | 09  | Mike Hailwood        | Surtees TS14A    | Ford Cosworth DFV 3.0 V8 | F      |
| Brooke Bond Oxo Team Surtees   | 10  | Carlos Pace          | Surtees TS14A    | Ford Cosworth DFV 3.0 V8 | F      |
| STP March Racing Team          | 11  | Henri Pescarolo      | March 731        | Ford Cosworth DFV 3.0 V8 | G      |
| Clarke-Mordaunt-Guthrie Racing | 12  | Mike Beuttler        | March 731        | Ford Cosworth DFV 3.0 V8 | G      |
| Marlboro B.R.M.                | 14  | Clay Regazzoni       | BRM P160E        | BRM P142 3.0 V12         | F      |
| Marlboro B.R.M.                | 15  | Jean-Pierre Beltoise | BRM P160E        | BRM P142 3.0 V12         | F      |
| Marlboro B.R.M.                | 16  | Niki Lauda           | BRM P160E        | BRM P142 3.0 V12         | F      |
| Motor Racing Developments      | 17  | Wilson Fittipaldi    | Brabham BT42     | Ford Cosworth DFV 3.0 V8 | G      |
| Motor Racing Developments      | 18  | Carlos Reutemann     | Brabham BT42     | Ford Cosworth DFV 3.0 V8 | G      |
| UOP Shadow Racing Team         | 19  | Jackie Oliver        | Shadow DN1       | Ford Cosworth DFV 3.0 V8 | G      |
| UOP Shadow Racing Team         | 20  | George Follmer       | Shadow DN1       | Ford Cosworth DFV 3.0 V8 | G      |
| Ceramica Pagnossin Team        | 21  | Andrea de Adamich    | Brabham BT37     | Ford Cosworth DFV 3.0 V8 | G      |
| Frank Williams Racing Cars     | 23  | Howden Ganley        | Iso-Marlboro IR2 | Ford Cosworth DFV 3.0 V8 | F      |
| Frank Williams Racing Cars     | 24  | Nanni Galli          | Iso-Marlboro IR1 | Ford Cosworth DFV 3.0 V8 | F      |
| Embassy Racing                 | 25  | Graham Hill          | Shadow DN1       | Ford Cosworth DFV 3.0 V8 | G      |

## Klassifikationen

### Startaufstellung
| Pos. | Fahrer               | Konstrukteur | Zeit   | Ø-Geschwindigkeit | Start |
| ---- | -------------------- | ------------ | ------ | ----------------- | ----- |
| 01   | Ronnie Peterson      | Lotus-Ford   | 1:21,8 | 166,797 km/h      | 01    |
| 02   | Denis Hulme          | McLaren-Ford | 1:22,5 | 165,382 km/h      | 02    |
| 03   | François Cevert      | Tyrrell-Ford | 1:22,7 | 164,982 km/h      | 03    |
| 04   | Jackie Stewart       | Tyrrell-Ford | 1:23,2 | 163,990 km/h      | 04    |
| 05   | Peter Revson         | McLaren-Ford | 1:23,4 | 163,597 km/h      | 05    |
| 06   | Jacky Ickx           | Ferrari      | 1:23,5 | 163,401 km/h      | 06    |
| 07   | Emerson Fittipaldi   | Lotus-Ford   | 1:23,7 | 163,011 km/h      | 07    |
| 08   | Clay Regazzoni       | B.R.M.       | 1:23,7 | 163,011 km/h      | 08    |
| 09   | Mike Hailwood        | Surtees-Ford | 1:24,2 | 162,043 km/h      | Box   |
| 10   | Jean-Pierre Beltoise | B.R.M.       | 1:24,2 | 162,043 km/h      | 10    |
| 11   | Niki Lauda           | B.R.M.       | 1:24,4 | 161,659 km/h      | 11    |
| 12   | Wilson Fittipaldi    | Brabham-Ford | 1:24,5 | 161,467 km/h      | 12    |
| 13   | Jackie Oliver        | Shadow-Ford  | 1:24,6 | 161,277 km/h      | 13    |
| 14   | George Follmer       | Shadow-Ford  | 1:24,7 | 161,086 km/h      | 14    |
| 15   | Carlos Reutemann     | Brabham-Ford | 1:24,7 | 161,086 km/h      | 15    |
| 16   | Carlos Pace          | Surtees-Ford | 1:25,0 | 160,518 km/h      | 16    |
| 17   | Andrea de Adamich    | Brabham-Ford | 1:25,2 | 160,141 km/h      | 17    |
| 18   | Henri Pescarolo      | March-Ford   | 1:26,1 | 158,467 km/h      | 18    |
| 19   | Mike Beuttler        | March-Ford   | 1:26,2 | 158,283 km/h      | 19    |
| 20   | Nanni Galli          | Iso-Ford     | 1:26,3 | 158,100 km/h      | 20    |
| 21   | Howden Ganley        | Iso-Ford     | 1:26,5 | 157,734 km/h      | 21    |
| 22   | Graham Hill          | Shadow-Ford  | 1:30,3 | 151,096 km/h      | 22    |

### Rennen
| Pos. | Fahrer               | Konstrukteur | Runden | Stopps | Zeit       | Start | Schnellste Runde |
| ---- | -------------------- | ------------ | ------ | ------ | ---------- | ----- | ---------------- |
| 01   | Emerson Fittipaldi   | Lotus-Ford   | 75     | 0      | 1:48:18,7  | 07    | 1:24,8           |
| 02   | François Cevert      | Tyrrell-Ford | 75     | 1      | + 42,7     | 03    | 1:24,2           |
| 03   | George Follmer       | Shadow-Ford  | 75     | 0      | + 1:13,1   | 14    | 1:25,2           |
| 04   | Peter Revson         | McLaren-Ford | 74     | 0      | + 1 Runde  | 05    | 1:24,9           |
| 05   | Jean-Pierre Beltoise | B.R.M.       | 74     | 0      | + 1 Runde  | 10    | 1:26,4           |
| 06   | Denis Hulme          | McLaren-Ford | 74     | 1      | + 1 Runde  | 02    | 1:24,0           |
| 07   | Mike Beuttler        | March-Ford   | 74     | 0      | + 1 Runde  | 19    | 1:26,8           |
| 08   | Henri Pescarolo      | March-Ford   | 73     | 0      | + 2 Runden | 18    | 1:26,9           |
| 09   | Clay Regazzoni       | B.R.M.       | 69     | 1      | + 6 Runden | 08    | 1:24,8           |
| 10   | Wilson Fittipaldi    | Brabham-Ford | 69     | 0      | + 6 Runden | 12    | 1:25,7           |
| 11   | Nanni Galli          | Iso-Ford     | 69     | 0      | + 6 Runden | 20    | 1:27,1           |
| 12   | Jacky Ickx           | Ferrari      | 69     | 1      | + 6 Runden | 06    | 1:24,1           |
| –    | Carlos Reutemann     | Brabham-Ford | 66     | 0      | DNF        | 15    | 1:24,4           |
| –    | Howden Ganley        | Iso-Ford     | 63     | 0      | DNF        | 21    | 1:28,2           |
| –    | Ronnie Peterson      | Lotus-Ford   | 56     | 0      | DNF        | 01    | 1:23,8 (13.)     |
| –    | Jackie Stewart       | Tyrrell-Ford | 47     | 0      | DNF        | 04    | 1:24,3           |
| –    | Niki Lauda           | B.R.M.       | 28     | 1      | DNF        | 11    | 1:26,4           |
| –    | Graham Hill          | Shadow-Ford  | 27     | 0      | DNF        | 22    | 1:30,5           |
| –    | Mike Hailwood        | Surtees-Ford | 25     | 0      | DNF        | Box   | 1:25,2           |
| –    | Jackie Oliver        | Shadow-Ford  | 23     | 0      | DNF        | 13    | 1:26,1           |
| –    | Andrea de Adamich    | Brabham-Ford | 17     | 0      | DNF        | 17    | 1:26,9           |
| –    | Carlos Pace          | Surtees-Ford | 13     | 0      | DNF        | 16    | 1:25,3           |

## WM-Stände nach dem Rennen
Die ersten sechs des Rennens bekamen 9, 6, 4, 3, 2 bzw. 1 Punkt(e). In der Konstrukteurswertung zählten nur die Punkte des bestplatzierten Fahrers eines Teams. Es zählten nur die besten sieben Ergebnisse aus den ersten acht Rennen und die besten sechs aus den letzten sieben Rennen.

### Fahrerwertung
| Pos. | Fahrer               | Konstrukteur | Punkte |
| ---- | -------------------- | ------------ | ------ |
| 01   | Emerson Fittipaldi   | Lotus-Ford   | 31     |
| 02   | Jackie Stewart       | Tyrrell-Ford | 19     |
| 03   | François Cevert      | Tyrrell-Ford | 12     |
| 04   | Peter Revson         | McLaren-Ford | 9      |
| 05   | Denis Hulme          | McLaren-Ford | 9      |
| 06   | Arturo Merzario      | Ferrari      | 6      |
| 07   | George Follmer       | Shadow-Ford  | 5      |
| 08   | Jacky Ickx           | Ferrari      | 5      |
| 09   | Jean-Pierre Beltoise | B.R.M.       | 2      |
| 10   | Wilson Fittipaldi    | Brabham-Ford | 1      |
| 11   | Clay Regazzoni       | B.R.M.       | 1      |
| 12   | Mike Beuttler        | March-Ford   | 0      |
| 13   | Howden Ganley        | Iso-Ford     | 0      |
| 14   | Carlos Reutemann     | Brabham-Ford | 0      |
| 15   | Niki Lauda           | B.R.M.       | 0      |

| Pos. | Fahrer             | Konstrukteur                | Punkte |
| ---- | ------------------ | --------------------------- | ------ |
| 16   | Andrea de Adamich  | Surtees-Ford / Brabham-Ford | 0      |
| 17   | Henri Pescarolo    | March-Ford                  | 0      |
| 18   | Nanni Galli        | Iso-Ford                    | 0      |
| 19   | Jody Scheckter     | McLaren-Ford                | 0      |
| 20   | Luiz Bueno         | Surtees-Ford                | 0      |
| –    | Jean-Pierre Jarier | March-Ford                  | 0      |
| –    | Ronnie Peterson    | Lotus-Ford                  | 0      |
| –    | Mike Hailwood      | Surtees-Ford                | 0      |
| –    | Carlos Pace        | Surtees-Ford                | 0      |
| –    | Eddie Keizan       | Tyrrell-Ford                | 0      |
| –    | Jackie Pretorius   | Iso-Ford                    | 0      |
| –    | Jackie Oliver      | Shadow-Ford                 | 0      |
| –    | Dave Charlton      | Lotus-Ford                  | 0      |
| –    | Graham Hill        | Shadow-Ford                 | 0      |

### Konstrukteurswertung
| Pos. | Konstrukteur | Punkte |
| ---- | ------------ | ------ |
| 01   | Lotus-Ford   | 31     |
| 02   | Tyrrell-Ford | 27     |
| 03   | McLaren-Ford | 15     |
| 04   | Ferrari      | 9      |
| 05   | Shadow-Ford  | 5      |

| Pos. | Konstrukteur | Punkte |
| ---- | ------------ | ------ |
| 06   | B.R.M.       | 3      |
| 07   | Brabham-Ford | 1      |
| 08   | March-Ford   | 0      |
| 09   | Iso-Ford     | 0      |
| 10   | Surtees-Ford | 0      |